# Priscula binghamae
Priscula binghamae is een spinnensoort uit de familie trilspinnen (Pholcidae). De soort komt voor in Peru, Bolivia en Argentinië.